# بالداساري كاستيليوني
بالداساري كاستيليوني (بالإيطالية: Baldassare Castiglione)‏ (تولد 6 ديسمبر 1478 - 2 فبراير 1529) كان رجل بلاط إيطالياً ودبلوماسياً وجندياً ومؤلفاً بارزاً في عصر النهضة.

## روابط خارجية
- بالداساري كاستيليوني على موقع الموسوعة البريطانية (الإنجليزية)
- بالداساري كاستيليوني على موقع إن إن دي بي (الإنجليزية)